# اچ‌ام‌اس بریدپورت (ام۱۰۵)
اچ‌ام‌اس بریدپورت (ام۱۰۵) (به انگلیسی: HMS Bridport (M105)) یک کشتی است که طول آن 52.5 m می‌باشد. این کشتی در سال ۱۹۹۲ ساخته شد.